# Ketilhraun
Ketilhraun är ett berg i republiken Island. Det ligger i regionen Austurland, 300 km öster om huvudstaden Reykjavík. Toppen på Ketilhraun är 624 meter över havet. Ketilhraun ingår i Álftavatnshæðir.
Trakten runt Ketilhraun är nära nog obefolkad, med mindre än två invånare per kvadratkilometer. Det finns inga samhällen i närheten. Trakten runt Ketilhraun består i huvudsak av gräsmarker.